# Острови Мадлен
 Острови Мадлен (фр. îles de la Madeleine — Іль де ля Мадлен, острови Св. Марії Магдалени, англ. Magdalen Islands) — архіпелаг із дев'яти головних островів та численних малих острівців в затоці Святого Лаврентія у Канаді.
Частина провінції Квебек (Канада), регіон Гаспезі-Іль-де-ля-Мадлен (Gaspésie–Îles-de-la-Madeleine).

## Острови
- Острів Авр Обе́р, "Бухта Обер" (фр. l'Île du Havre Aubert)
- Острів Де-Ла-Ґранд-Антре́ (фр. l'Île de la Grande Entrée)
- Острів Авр-О-Мезон, "Бухта будинків" (фр. l'Île du Havre aux Maisons)
- Острів Кап-О-Мьоль (фр. l'Île du Cap aux Meules)
- Іль-о-Лю, "Вовчий острів" (фр. l'île aux Loups)
- Ла-Ґрос-Іль, "Великий острів" (фр. Grosse-Île (Îles-de-la-Madeleine))
- Острів Д'Антре́, "Острів Вхід" (фр. l'île d'Entrée)
- Острів Бріон (фр. l'Île Brion)
- Острів Роше́-Оз-Уазо́, "Пташина скеля" (фр. le Rocher aux Oiseaux)

## Історія
У 1534 р. до архіпелагу прибув французький мореплавець Жак Картьє і став першим європейцем-дослідником, який висадився на острови Мадлен.

## Населення
На островах - 13 091 мешканців (2006). Більшість з них франкомовні. Значна частина - потомки акадійців, які оселилися тут у XVIII столітті. Є також невеличка англомовна спільнота.
На островах сформувалася своя вимова, не завжди зрозуміла мешканцям решти Квебеку, а тим більше - франкомовним іноземцям.